# Hawker Tornado
Hawker Tornado là một loại máy bay tiêm kích của Anh trong Chiến tranh thế giới II, do hãng Hawker thiết kế chế tạo cho Không quân Hoàng gia.

## Quốc gia sử dụng
Anh Quốc
- Không quân Hoàng gia

## Tính năng kỹ chiến thuật
Dữ liệu lấy từ Thomas & Shores, Mason
Đặc điểm tổng quát
- Kíp lái: 1
- Chiều dài: 32 ft 10 in (10,01 m)
- Sải cánh: 41 ft 11 in (12,78 m)
- Chiều cao: 14 ft 8 in (4,47 m)
- Diện tích cánh: 283 ft² (26,3 m²)
- Trọng lượng rỗng: 8.377 lb (3.800 kg)
- Trọng lượng có tải: 9.520 lb (4.318 kg) cho P5219
- Trọng tải có ích: 2.291 lb (1.039 kg)
- Trọng lượng cất cánh tối đa: 10.668 lb (4.839 kg)
- Động cơ: 1 × Rolls-Royce Vulture II hoặc V [C 1], 1.760 hp (1.312 kW)Vulture II 
(Vulture V: 1.980 hp (1.476))[C 2]

- *Sức chứa nhiên liệu: 140 gallon (636 lít)

 Hiệu suất bay 
- Vận tốc cực đại: 398 mph (641 km/h) cho Vulture V ở độ cao 23.300 ft (7.102 m).[C 3]
- Trần bay: 34.900 ft (10.640 m)
- Tải trên cánh: 37,7 lb/ft² (184,81 kg/m²)
- Công suất/trọng lượng: 5,38 lb/hp (3,58 kg/Kw)

Trang bị vũ khí

- Súng: 12 × súng máy Browning.303 in (7,7 mm) (mẫu thử P5219 số 1) hoặc 4 × pháo Hispano 20 mm (mẫu thử số 2 và Centaurus P5224, HG641).

Hệ thống điện tử

TR 9 VHF R/T fitted (P5224)
1. ↑  hoặc Bristol Centaurus CE 4S
2. ↑  Centaurus: 2.210 hp (1.648 kW)
3. ↑  Centarus đạt vận tốc 402 mph (647 km/h) ở độ cao 18.000 ft (5.486 m)